# Lista över fornlämningar i Falköpings kommun (Valtorp)
Lista över fornlämningar i Falköpings kommun (Valtorp) är en förteckning av ett urval av de fornlämningar som finns i Valtorp i Falköpings kommun.
| Namn                       | Lämningstyp    | Tillkomsttid | Historisk indelning    | Plats | Läge                 | ID-nr          | Bild                                      |
| -------------------------- | -------------- | ------------ | ---------------------- | ----- | -------------------- | -------------- | ----------------------------------------- |
| Valtorp 1:1                | Stenkammargrav |              | Valtorp, Västergötland |       | 58.230534, 13.604472 | 10208200010001 | Ladda upp en bild av detta fornminne      |
| Valtorp 2:1                | Stenkammargrav |              | Valtorp, Västergötland |       | 58.229514, 13.605760 | 10208200020001 | Ladda upp en till bild av detta fornminne |
| Valtorp 2:2                | Stenkammargrav |              | Valtorp, Västergötland |       | 58.229549, 13.606251 | 10208200020002 | Ladda upp en till bild av detta fornminne |
| Valtorp 3:1                | Stenkammargrav |              | Valtorp, Västergötland |       | 58.228102, 13.606730 | 10208200030001 | Ladda upp en bild av detta fornminne      |
| Ravelsgrav (Valtorp 4:1)   | Stenkammargrav |              | Valtorp, Västergötland |       | 58.228089, 13.614596 | 10208200040001 | Ladda upp en bild av detta fornminne      |
| Kloarebacken (Valtorp 5:1) | Gravfält       |              | Valtorp, Västergötland |       | 58.236738, 13.600880 | 10208200050001 | Ladda upp en bild av detta fornminne      |
| Valtorp 7:1                | Stenkrets      |              | Valtorp, Västergötland |       | 58.237227, 13.628722 | 10208200070001 | Ladda upp en bild av detta fornminne      |
| Valtorp 7:2                | Stenkrets      |              | Valtorp, Västergötland |       | 58.237626, 13.628834 | 10208200070002 | Ladda upp en bild av detta fornminne      |
| Valtorp 8:1                | Hög            |              | Valtorp, Västergötland |       | 58.237343, 13.627339 | 10208200080001 | Ladda upp en bild av detta fornminne      |
| Valtorp 10:1               | Stensättning   |              | Valtorp, Västergötland |       | 58.236648, 13.629678 | 10208200100001 | Ladda upp en bild av detta fornminne      |
| Valtorp 10:2               | Stensättning   |              | Valtorp, Västergötland |       | 58.236824, 13.629236 | 10208200100002 | Ladda upp en bild av detta fornminne      |
| Valtorp 11:1               | Stenkammargrav |              | Valtorp, Västergötland |       | 58.237948, 13.633007 | 10208200110001 | Ladda upp en bild av detta fornminne      |
| Valtorp 12:1               | Stensättning   |              | Valtorp, Västergötland |       | 58.238083, 13.635213 | 10208200120001 | Ladda upp en bild av detta fornminne      |
| Valtorp 12:2               | Stensättning   |              | Valtorp, Västergötland |       | 58.238131, 13.635448 | 10208200120002 | Ladda upp en bild av detta fornminne      |
| Valtorp 13:1               | Stensättning   |              | Valtorp, Västergötland |       | 58.238116, 13.636692 | 10208200130001 | Ladda upp en bild av detta fornminne      |
| Valtorp 14:1               | Stensättning   |              | Valtorp, Västergötland |       | 58.237716, 13.637517 | 10208200140001 | Ladda upp en bild av detta fornminne      |
| Valtorp 15:1               | Stensättning   |              | Valtorp, Västergötland |       | 58.239324, 13.636450 | 10208200150001 | Ladda upp en bild av detta fornminne      |
| Valtorp 16:1               | Stensättning   |              | Valtorp, Västergötland |       | 58.241868, 13.634987 | 10208200160001 | Ladda upp en bild av detta fornminne      |
| Valtorp 16:2               | Stenkrets      |              | Valtorp, Västergötland |       | 58.241976, 13.634998 | 10208200160002 | Ladda upp en bild av detta fornminne      |
| Valtorp 16:3               | Stenkrets      |              | Valtorp, Västergötland |       | 58.242066, 13.634992 | 10208200160003 | Ladda upp en bild av detta fornminne      |
| Valtorp 17:1               | Stensättning   |              | Valtorp, Västergötland |       | 58.242457, 13.635276 | 10208200170001 | Ladda upp en bild av detta fornminne      |
| Valtorp 17:2               | Stenkrets      |              | Valtorp, Västergötland |       | 58.242563, 13.635712 | 10208200170002 | Ladda upp en bild av detta fornminne      |
| Valtorp 18:1               | Stensättning   |              | Valtorp, Västergötland |       | 58.202813, 13.648541 | 10208200180001 | Ladda upp en bild av detta fornminne      |
| Valtorp 19:1               | Stensättning   |              | Valtorp, Västergötland |       | 58.201060, 13.649461 | 10208200190001 | Ladda upp en bild av detta fornminne      |
| Valtorp 20:1               | Hög            |              | Valtorp, Västergötland |       | 58.201526, 13.647851 | 10208200200001 | Ladda upp en bild av detta fornminne      |
| Valtorp 21:1               | Stensättning   |              | Valtorp, Västergötland |       | 58.200141, 13.648865 | 10208200210001 | Ladda upp en bild av detta fornminne      |
| Valtorp 21:2               | Stensättning   |              | Valtorp, Västergötland |       | 58.200545, 13.648811 | 10208200210002 | Ladda upp en bild av detta fornminne      |
| Valtorp 23:1               | Stensättning   |              | Valtorp, Västergötland |       | 58.201385, 13.643948 | 10208200230001 | Ladda upp en bild av detta fornminne      |
| Källebacken (Valtorp 25:1) | Stensättning   |              | Valtorp, Västergötland |       | 58.237165, 13.620255 | 10208200250001 | Ladda upp en bild av detta fornminne      |
| Valtorp 28:1               | Stensättning   |              | Valtorp, Västergötland |       | 58.221958, 13.655714 | 10208200280001 | Ladda upp en bild av detta fornminne      |
| Äspekullen (Valtorp 29:1)  | Hög            |              | Valtorp, Västergötland |       | 58.231210, 13.677029 | 10208200290001 | Ladda upp en bild av detta fornminne      |
| Valtorp 34:1               | Stensättning   |              | Valtorp, Västergötland |       | 58.234523, 13.639375 | 10208200340001 | Ladda upp en bild av detta fornminne      |
| Valtorp 35:1               | Stensättning   |              | Valtorp, Västergötland |       | 58.233251, 13.637340 | 10208200350001 | Ladda upp en bild av detta fornminne      |
| Valtorp 40:1               | Stensättning   |              | Valtorp, Västergötland |       | 58.241947, 13.616334 | 10208200400001 | Ladda upp en bild av detta fornminne      |
| Valtorp 46:1               | Stensättning   |              | Valtorp, Västergötland |       | 58.231050, 13.601478 | 10208200460001 | Ladda upp en bild av detta fornminne      |